# Zhang Zairong
Zhang Zairong (chinesisch 張 載榮 / 张 载荣, Pinyin Zhāng Zàiróng; * 14. März 1969) ist ein ehemaliger chinesischer Gewichtheber.

## Werdegang
Zhang Zairong vertrat im Jahre 1990 China bei der Weltmeisterschaft in Budapest im Fliegengewicht. Er schaffte dort im Zweikampf 247,5 kg (117,5–130). Mit dieser Leistung gewann er hinter Iwan Iwanow aus Bulgarien und seinem Landsmann Huang Xiliang, die Bronzemedaille. Mit seiner Leistung im Reißen von 117,5 kg wurde er sogar Weltmeister in dieser Einzeldisziplin.
Bei der Weltmeisterschaft 1991 in Donaueschingen gelangen ihm genau die gleichen Erfolge. Mit 255 kg (120–135) im Zweikampf wurde er hinter Iwan Iwanow, 272,5 kg (117,5–155) und Sewdalin Mintschew, Bulgarien, 257,5 kg (116–142,5) Dritter und im Reißen wurde er mit 120 kg wieder Weltmeister, wobei sich im Nachwiegen des Gewichtes herausstellte, dass die Hantel 120,5 kg wog, was neuer Weltrekord war.
Zusammen mit Lin Qisheng vertrat er dann im Jahre 1992 China bei den Olympischen Spielen in Barcelona im Fliegengewicht.

## Internationale Erfolge
| Jahr | Platz | Wettbewerb           | Gewichtsklasse | |
| 1990 | 3.    | WM in Budapest       | Fliegen        | mit 247,5 kg (117,5–130), hinter Iwan Iwanow, Bulgarien, 265 kg (115–150) u. Huang Xiliang, China 250 kg (115–135)                    |
| 1991 | 3.    | WM in Donaueschingen | Fliegen        | mit 255 kg (120–135), hinter Iwan Iwanow, 272,5 kg (117,5–155) u. Sewdalin Mintschew, Bulgarien, 257,5 kg (115–142,5)                 |
| 1992 | unpl. | OS in Barcelona      | Fliegen        | nach 115 kg im Reißen drei Fehlversuche im Stoßen; Sieger: Iwan Iwanow, 265 kg (115–150) vor Lin Qisheng, China, 262,5 kg (115–147,5) |

## WM-Einzelmedaillen
- WM-Goldmedaillen: 1990/Reißen – 1991/Reißen